# Jubaland

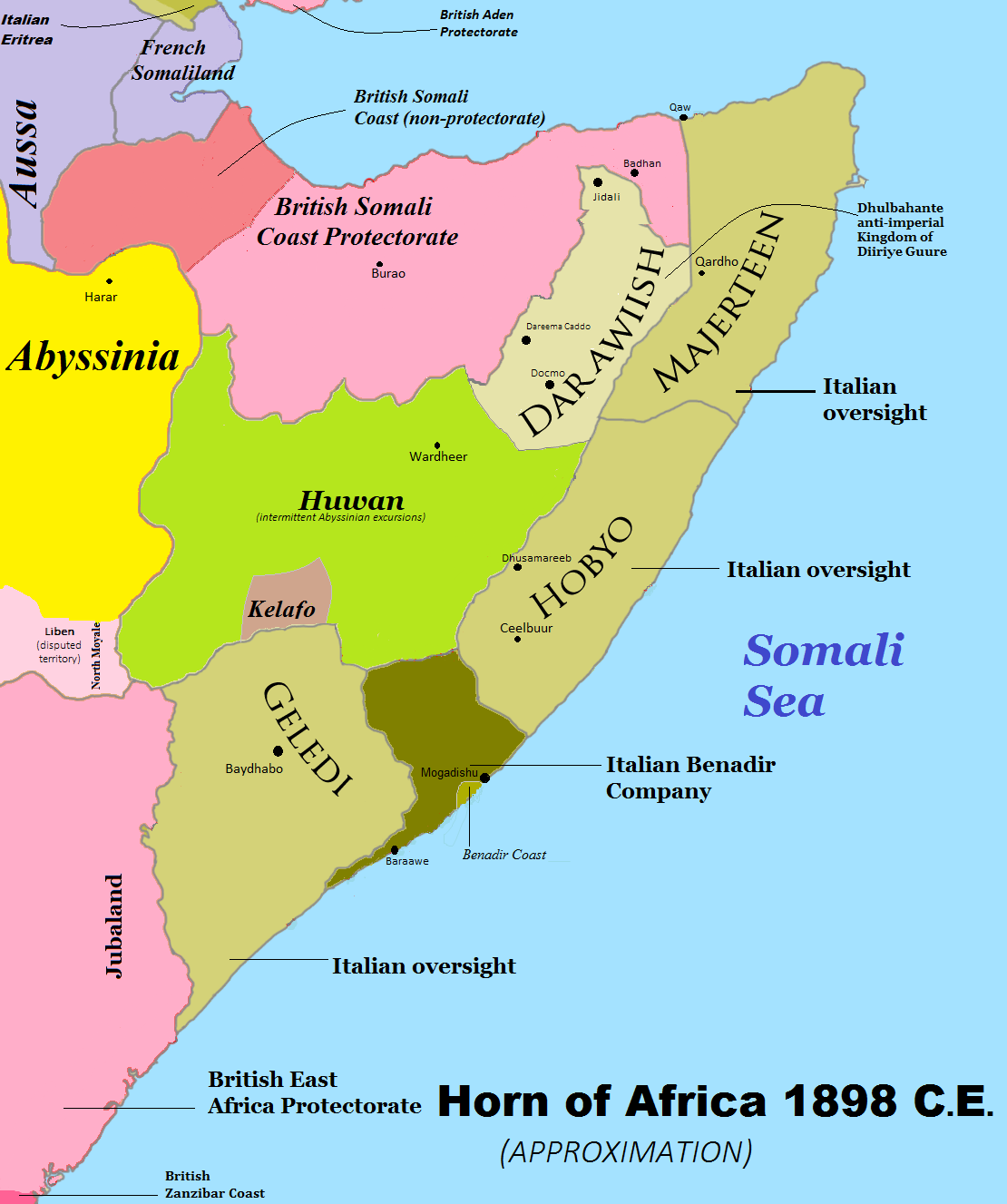
Corne de l'Afrique en 1898

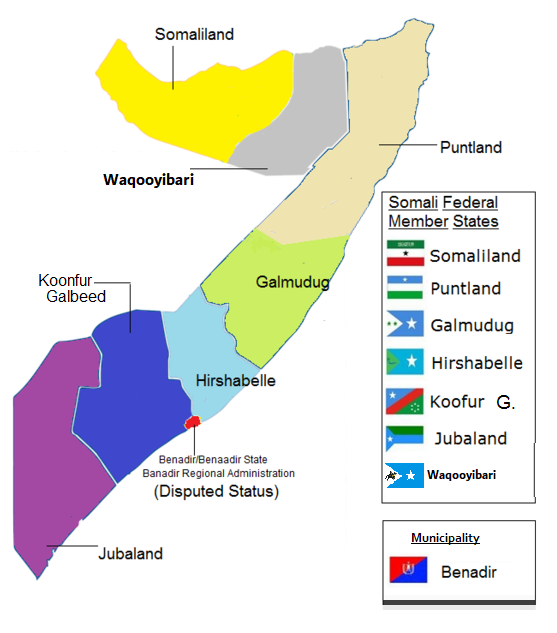
Somalie, début du

Le Jubaland (en italien : Oltregiuba) est une région autonome de la Somalie, de 110 293 km2, et située au sud-ouest du pays, à la frontière avec le Kenya. Sa principale ville est Kismaayo, située dans la province de Jubbada Hoose.

## Histoire

### Création du territoire

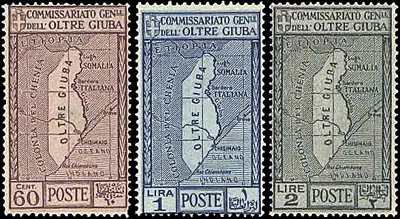
Timbre de l'Oltre Giuba italien, émis en 1926.

Cette région, dont le nom vient du fleuve Jubba, était rattachée à Mascate et Oman de 1836 à 1861, puis au sultanat de Zanzibar jusqu'à son incorporation à l'Afrique orientale britannique en 1895.
Les accords de Londres de 1915 prévoient des compensations territoriales en particulier en Afrique orientale pour récompenser l'Italie de rejoindre les Alliés durant la Première Guerre mondiale. Les Italiens espéraient obtenir l'ensemble de l'Afrique orientale allemande (actuelle partie continentale de la Tanzanie) et la côte est de l'Adriatique jusqu'au Monténégro. À la suite d'un accord de février 1920 entre le Royaume-Uni et le royaume d'Italie, seul le Jubaland est cédé à l'Italie le 16 juillet 1924, et forme la colonie de Oltre Giuba avec comme capitale Chisimaio. En 1926, le territoire est intégré à la Somalie italienne.
En 1936, le Jubaland est incorporé à l'Afrique orientale italienne. En 1941, après la défaite des Italiens, le Jubaland reste dans la Somalie Italienne, mais est administré depuis le Kenya de 1941 à 1947. En 1947, avec les accords de Paris, le Jubaland rejoint la Somalie sous mandat italien à partir de 1950, dont il devient une province à son accession à l'indépendance en 1960.

### Depuis l'indépendance de la Somalie
Le Jubaland se proclame indépendant en 1998, quelque temps après le Puntland, mais le 1er janvier 2007, il passe sous le contrôle des troupes éthiopiennes alliées au gouvernement de transition de la Somalie.
Le Jubaland comprend les trois anciennes régions officielles de Somalie : 
- Jubbada Dhexe (capitale : Bu'aale),
- Jubbada Hoose (capitale : Kismaayo),
- Gedo (partiellement) (capitale : Garbahaarreey).

Après une bataille en août 2008 qui a fait au moins 89 morts, la ville de Kismaayo est retombée sous la domination des Shebab, qui ont désarmé les milices locales. Ils instaurent la Charia dans sa version la plus radicale, y compris pénale. Ils y ont aussi détruit des sites religieux (chrétiens et soufis) ,.
Depuis octobre 2011, l’armée kényane est en guerre dans cette région, pour protéger la partie nord de son territoire du terrorisme et notamment pour lutter contre l’enlèvement de touristes au Kenya par les Shebab somaliens.
Le 28 septembre 2012, les forces de défense kényanes lancent une offensive qui chasse les Shebabs de Kismayo. Mi-mai 2013, un nouveau président du Jubaland a été proclamé ce qui a provoqué des tensions avec le gouvernement installé à Mogadiscio. Ce dernier a toutefois accepté de le maintenir par intérim.
C'est un État de la République fédérale de Somalie depuis la modification des entités territoriales de 2016.
En 2024, cet État semi-autonome a réélu son président, selon un mode de scrutin que le pouvoir central somalien ne reconnaît pas. Un acte de sédition selon Mogadiscio, ce qui a entraîné une bataille entre les forces somaliennes et du Jubuland remporté par ce dernier le 11 décembre 2024 dans la ville de Ras Kamboni.

## Géographie
Ce territoire, habité par 950 000 habitants (estimation de 2005), principalement éleveurs de bétail et de chameaux, comprend l'ancien port de Kismaayo et un plus récent, Port Dundford sur une excellente baie.
Du temps de la colonisation Italienne, à partir de 1926, quelques colons italiens tentèrent d'implanter des bananeraies le long du fleuve Jubba. Cependant, la production de bananes était finalement modeste, et de plus, elles étaient plus chères que les cours mondiaux. (entre 35 % et 50 % plus chères).
Lors du mandat italien, de 1950 à 1960, des agronomes italiens tentent d'étendre les cultures, tout le long du fleuve Jubba, pour donner une source de revenus aux Somaliens. Avec l'indépendance, en 1960, l'Italie décida d'acheter des bananes de Somalie pour le marché Italien, pour aider son ancienne colonie dans son développement économique, mais les bananes de Somalie ne constituaient qu'une partie des bananes vendues en Italie. Entre 1950 et 1960, des agronomes Italiens vont lancer la culture du riz le long du fleuve Jubba, cultures plus pérennes, et à destination de l'alimentation locale. Des cultures de céréales, comme le sorgho ont aussi du succès, mais en de rares régions du Jubbaland. Avec la guerre civile, et la disparition de l'État somalien, à partir de 1990, les cultures sont progressivement abandonnées.[réf. nécessaire]